# Shute Shield
Pour les articles homonymes, voir Shield.
Le Shute Shield est une compétition de rugby à XV qui se déroule en Australie en avril et mai et met aux prises les douze meilleurs clubs de Sydney (Nouvelle-Galles du Sud).
Le club le plus récompensé est Sydney University (40 titres).

## Histoire
Fondée en 1900 sous le nom de Sydney Premiership, la compétition est récompensée depuis 1923 par un bouclier, le Shute Shield, offert par le club de l’université de Sydney, Sydney University. Il porte le nom de Robert Elliott Shute, mort alors qu’il disputait un match sous le maillot de la Nouvelle-Galles-du-Sud, le 6 juin 1922.
Les Central Coast Waves, représentant la banlieue nord de Sydney, invités pour la saison 2007, ont demandé que leur engagement soit différé jusqu'à la saison 2008 en raison de problèmes d'organisation, ce qui a été accepté. Par la suite, le projet a été définitivement abandonné.

## Format
La compétition est disputée annuellement entre avril et septembre.

## Équipes
- Eastern Suburbs
- Eastwood
- Gordon RFC
- Newcastle and Hunter (en)
- Manly
- Northern Suburbs
- Parramatta Two Blues
- Penrith
- Randwick
- Southern Districts
- Sydney University
- Warringah
- West Harbour

## Palmarès
| Année     | Vainqueur                          | Score        | Finaliste            |
| --------- | ---------------------------------- | ------------ | -------------------- |
| 2023      | Randwick (33)                      | 17-15        | Northern Suburbs     |
| 2022      | Sydney University (40)             | 26-19        | Gordon RFC           |
| 2020      | Gordon RFC (9)                     | 28-8         | Eastwood             |
| 2019      | Sydney University (39)             | 21-16        | Warringah            |
| 2018      | Sydney University (38)             | 45 - 12      | Warringah            |
| 2017      | Warringah (2)                      | 30 - 25      | Northern Suburbs     |
| 2016      | Northern Suburbs (7)               | 28 - 15      | Sydney University    |
| 2015      | Eastwood (6)                       | 15 - 12      | Manly                |
| 2014      | Eastwood (5)                       | 15 - 14      | Southern Districts   |
| 2013      | Sydney University (37)             | 51 - 6       | Eastwood             |
| 2012      | Sydney University (36)             | 15 - 14      | Southern Districts   |
| 2011      | Eastwood (4)                       | 19 - 16      | Sydney University    |
| 2010      | Sydney University (35)             | 46 - 6       | Randwick             |
| 2009      | Sydney University (34)             | 24 - 19      | Randwick             |
| 2008      | Sydney University (33)             | 45 - 20      | Randwick             |
| 2007      | Sydney University (32)             | 34 - 11      | Eastern Suburbs      |
| 2006      | Eastwood (3)                       | 17 - 10      | Sydney University    |
| 2005      | Warringah (1)                      | 29 - 23      | Sydney University    |
| 2004      | Randwick (32)                      | 35 - 22      | Eastwood             |
| 2003      | Eastern Suburbs (10)               | 29 - 16      | Manly                |
| 2002      | Eastwood (2)                       | 19 - 15      | Sydney University    |
| 2001      | Sydney University (31)             | 27 - 20      | Eastwood             |
| 2000      | Randwick (31)                      | 34 - 33      | Sydney University    |
| 1999      | Eastwood (1)                       | 34 - 17      | Sydney University    |
| 1998      | Gordon RFC (8)                     | 40-17        | Northern Suburbs     |
| 1997      | Manly (7)                          | 34-19        | Eastwood             |
| 1996      | Randwick (30)                      | 28-6         | Warringah            |
| 1995      | Gordon RFC (7)                     | 24-11        | Canberra             |
| 1994      | Randwick (29)                      | 36-16        | Warringah            |
| 1993      | Gordon RFC (6)                     | 23-19        | Warringah            |
| 1992      | Randwick (28)                      | 28-14        | Gordon RFC           |
| 1991      | Randwick (27)                      | 28-9         | Eastern Suburbs      |
| 1990      | Randwick (26)                      | 32-9         | Eastern Suburbs      |
| 1989      | Randwick (25)                      | 19-6         | Eastwood             |
| 1988      | Randwick (24)                      | 26-13        | Warringah            |
| 1987      | Randwick (23)                      | 19-16        | Warringah            |
| 1986      | Parramatta Two Blues (3)           | 30-12        | Randwick             |
| 1985      | Parramatta Two Blues (2)           | 19-12        | Randwick             |
| 1984      | Randwick (22)                      | 21-9         | Parramatta Two Blues |
| 1983      | Manly (6)                          | 12-10        | Randwick             |
| 1982      | Randwick (21)                      | 21-12        | Warringah            |
| 1981      | Randwick (20)                      | 33-15        | Manly                |
| 1980      | Randwick (19)                      | 41-3         | Gordon RFC           |
| 1979      | Randwick (18)                      | 34-3         | Parramatta Two Blues |
| 1978      | Randwick (17)                      | 22-10        | Eastern Suburbs      |
| 1977      | Parramatta Two Blues (1)           | 17-9         | Randwick             |
| 1976      | Gordon RFC (5)                     | 33-4         | Eastwood             |
| 1975      | Northern Suburbs (6)               | 9-6          | Parramatta Two Blues |
| 1974      | Randwick (16)                      | 10-9         | Parramatta Two Blues |
| 1973      | Randwick (15)                      | 15-12        | West Harbour         |
| 1972      | Sydney University (30)             | 10-6         | Gordon RFC           |
| 1971      | Randwick (14)                      | 21-3         | Manly                |
| 1970      | Sydney University (29)             | 24-14        | Eastern Suburbs      |
| 1969      | Eastern Suburbs (9)                | 16-12        | Gordon RFC           |
| 1968      | Sydney University (28)             | 22-6         | Manly                |
| 1967      | Randwick (13)                      | 19-16        | Gordon RFC           |
| 1966      | Randwick (12)                      | 30-11        | Eastwood             |
| 1965      | Randwick (11)                      | 26-5         | Northern Suburbs     |
| 1964      | Northern Suburbs (5)               | 27-13        | Sydney University    |
| 1963      | Northern Suburbs (4)               | 21-12        | Sydney University    |
| 1962      | Sydney University (27)             | 14-0         | Randwick             |
| 1961      | Sydney University (26)             | 6-0          | Drummoyne            |
| 1960      | Northern Suburbs (3)               | 21-3         | Manly                |
| 1959      | Randwick (10)                      | 16-0         | Northern Suburbs     |
| 1958      | Gordon RFC (4)                     | 13-3         | Manly                |
| 1957      | St George (1)                      | 21-3         | Gordon RFC           |
| 1956      | Gordon RFC (3)                     | 13-11        | St. George           |
| 1955      | Sydney University (25)             | 21-8         | Gordon RFC           |
| 1954      | Sydney University (24)             | 22-17        | St. George           |
| 1953      | Sydney University (23)             | 29-6         | Eastern Suburbs      |
| 1952      | Gordon RFC (2)                     | 19-6         | Manly                |
| 1951      | Sydney University (22)             | 22-16        | Eastern Suburbs      |
| 1950      | Manly (5)                          | 21-15        | Gordon RFC           |
| 1949      | Gordon RFC (1)                     | 12-3         | Sydney University    |
| 1948      | Randwick (9)                       | 27-14        | Manly                |
| 1947      | Eastern Suburbs (8)                | 32-6         | Manly                |
| 1946      | Eastern Suburbs (7)                | 23-12        | Randwick             |
| 1945      | Sydney University (21)             | 11-3         | Parramatta Two Blues |
| 1944      | Eastern Suburbs (6)                | 7-3          | Sydney University    |
| 1943      | Manly (4)                          | 5-0          | Eastern Suburbs      |
| 1942      | Manly (3)                          | 22-6         | Sydney University    |
| 1941      | Eastern Suburbs (5)                | 9-6          | Sydney University    |
| 1940      | Randwick (8)                       | 20-10        | Manly                |
| 1939      | Sydney University (20)             | 25-17        | Randwick             |
| 1938      | Randwick (7)                       | 26-12        | Western Suburbs      |
| 1937      | Sydney University (19)             | 14-3         | Western Suburbs      |
| 1936      | Drummoyne (1)                      | 19-18        | Sydney University    |
| 1935      | Northern Suburbs (2)               | 22-5         | Manly                |
| 1934      | Randwick (6)                       | 13-12        | Manly                |
| 1933      | Northern Suburbs (1)               | 8-6          | Manly                |
| 1932      | Manly (2)                          | 12-9         | Drummoyne            |
| 1931      | Eastern Suburbs (4)                | 16-9         | Manly                |
| 1930      | Randwick (5)                       | Poule finale | Glebe-Balmain        |
| 1929      | Western Suburbs (2)                | 18-9         | Northern Suburbs     |
| 1928      | Sydney University (18)             | 38-11        | YMCA                 |
| 1927      | Sydney University (17)             | Poule finale | YMCA                 |
| 1926      | Sydney University (16)             | 19-15        | Randwick             |
| 1925      | Glebe-Balmain (8)                  | Poule finale | Western Suburbs      |
| 1924      | Sydney University (15)             | 19-10        | Western Suburbs      |
| 1923      | Sydney University (14)             | 23-14        | Glebe-Balmain        |
| 1922      | Manly (1)                          | 6-6          | Glebe-Balmain        |
| 1921      | Eastern Suburbs (3)                | 9-6          | Manly                |
| 1920      | Sydney University (13)             | Poule finale | Eastern Suburbs      |
| 1919      | Sydney University (12)             | Poule finale | Glebe-Balmain        |
| 1915-1918 | non disputé                        | non disputé  | non disputé          |
| 1914      | Glebe (7)                          | Poule finale | Eastern Suburbs      |
| 1913      | Eastern Suburbs (2)                | Poule finale | Glebe                |
| 1912      | Glebe (6)                          | 6-5          | Western Suburbs      |
| 1911      | Newton (3)                         | 27-10        | Sydney University    |
| 1910      | Newton (2)                         | Poule finale | South Sydney         |
| 1909      | Glebe (5)                          | 17-6         | South Sydney         |
| 1908      | Newton (1)                         | 17-0         | Sydney University    |
| 1907      | Glebe (4)                          | 13-0         | Sydney University    |
| 1906      | Glebe (3)                          | Poule finale | Sydney               |
| 1905      | South Sydney (1)                   | Poule finale | Eastern Suburbs      |
| 1904      | Sydney University (11)             | Poule finale | Northern Suburbs     |
| 1903      | Eastern Suburbs (1)                | Poule finale | Glebe                |
| 1902      | Western Suburbs (1)                | Poule finale | Sydney University    |
| 1901      | Glebe (2) & Sydney University (10) | Poule finale |                      |
| 1900      | Glebe (1)                          | Poule finale | Sydney University    |
| 1899      | Wallaroos (7)                      | 16-8         | Sydney University    |
| 1898      | Pirates (1)                        | 9-3          | Sydney University    |
| 1897      | Randwick (4)                       | 17-6         | Pirates              |
| 1896      | Randwick (3)                       | 12-3         | Wentworth            |
| 1895      | Randwick (2)                       | 13-8         | Wallaroos            |
| 1894      | Randwick (1)                       | 8-0          | Wallaroos            |
| 1893      | Sydney University (9)              | 3-0          | Randwick             |
| 1892      | Wallaroos (6)                      | 3-0          | Sydney University    |
| 1891      | Sydney University (8)              | 28-8         | Zelandia             |
| 1890      | Sydney University (7)              | 31-6         | Strathfield          |
| 1889      | Sydney University (6)              | Poule finale |                      |
| 1888      | Sydney University (5)              | Poule finale |                      |
| 1887      | Sydney University (4)              | Poule finale |                      |
| 1886      | Gordon (1)                         | Poule finale |                      |
| 1885      | Sydney University (3)              | Poule finale |                      |
| 1884      | Burwood (1)                        | Poule finale |                      |
| 1883      | Redfern (1)                        | Poule finale |                      |
| 1882      | Sydney University (2)              | Poule finale |                      |
| 1881      | Sydney University (1)              | Poule finale |                      |
| 1880      | Wallaroos (5)                      | Poule finale |                      |
| 1879      | Wallaroos (4)                      | Poule finale |                      |
| 1878      | Wallaroos (3)                      | Poule finale |                      |
| 1877      | Wallaroos (2)                      | Poule finale |                      |
| 1876      | Wallaroos (1)                      | Poule finale |                      |
| 1875      | Balmain (1)                        | Poule finale |                      |
| 1874      | Waratah (1)                        | Poule finale |                      |

## Titres par club
- Sydney University : 40
- Randwick : 33
- Eastern Suburbs : 10
- Gordon RFC : 9
- Wallaroos : 7
- Manly, Northern Suburbs et Glebe (et Glebe-Balmain[Note 1]) : 7
- Eastwood : 6
- Parramatta Two Blues, Newtown[Note 1] : 3
- Warringah, West Harbour, Drummoyne[Note 1] : 2
- Balmain[Note 1], Burwood[Note 1], Gordon[Note 1], Pirates[Note 1], Waratah[Note 1], Redfern[Note 1], South Sydney[Note 1], St. George[Note 1] : 1

(Mise à jour : 28 août 2023)